# إيالة كردستان

إيالة كُرْدِسْتَان (بالكردية: ئەیالەتی كوردستان‏) إيالة عثمانية، لقد كانت مقاطعة قصيرة العمر حيث سميت بكردستان لمدة 21 عامًا تقريبًا بين 1846 و1867. لقد تضمنت خليفة إيالة ديار بكر كل من إيالة ديار بكر السابقة والمناطق المحيطة بوان وهكاري وموش بالإضافة إلى مناطق بوتان وماردين والجزيرة. ووفقًا لسالنامه بين عامي 1847 و1867، فقد خضعت الإيالة لحكم الدولة العثمانية المركزية وحصلت على تمويل سنوي قدره 80 ألف قرش. وفي عام 1867 تم إلغاؤها وخلفتها ولاية ديار بكر. وخلال وجودها، شهدت اثني عشر محافظًا مختلفًا. و كان قادها مصطفى درويش 